# 8月28日
8月28日（はちがつにじゅうはちにち）は、グレゴリオ暦で年始から240日目（閏年では241日目）にあたり、年末まであと125日ある。

## できごと

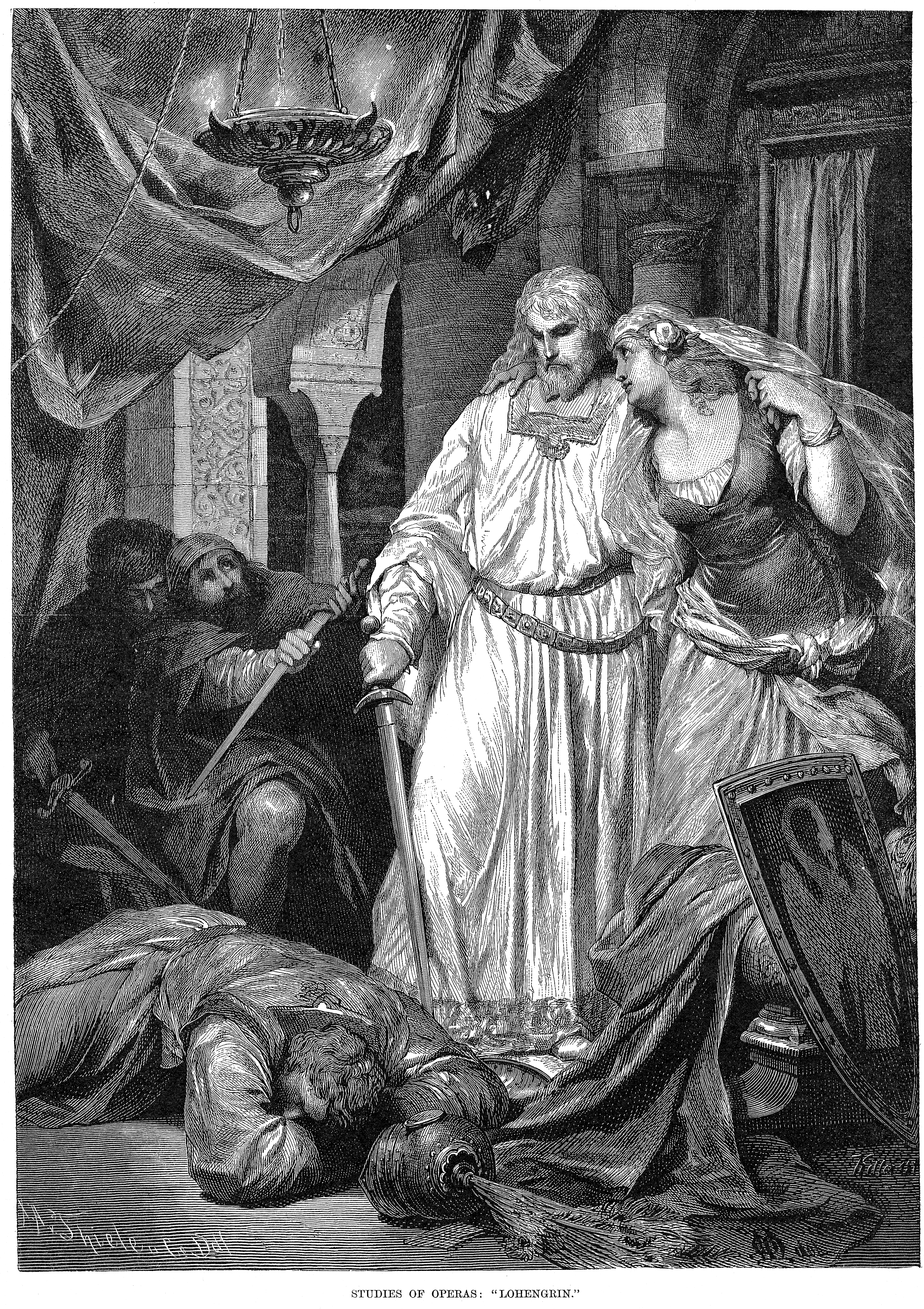
歌劇『ローエングリン』初演(1850)。画像は1875年のもの

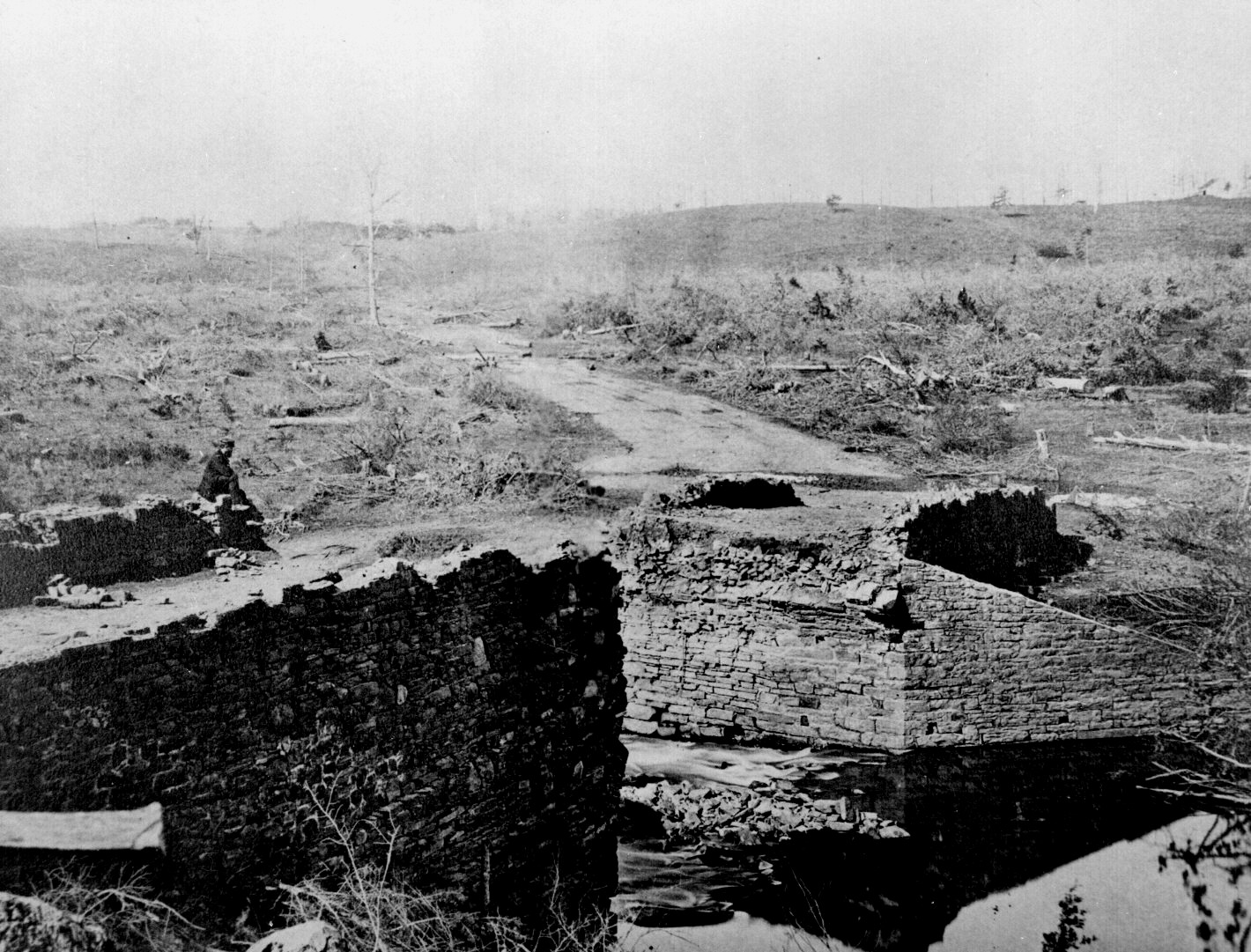
南北戦争、第二次ブルランの戦い(1862)

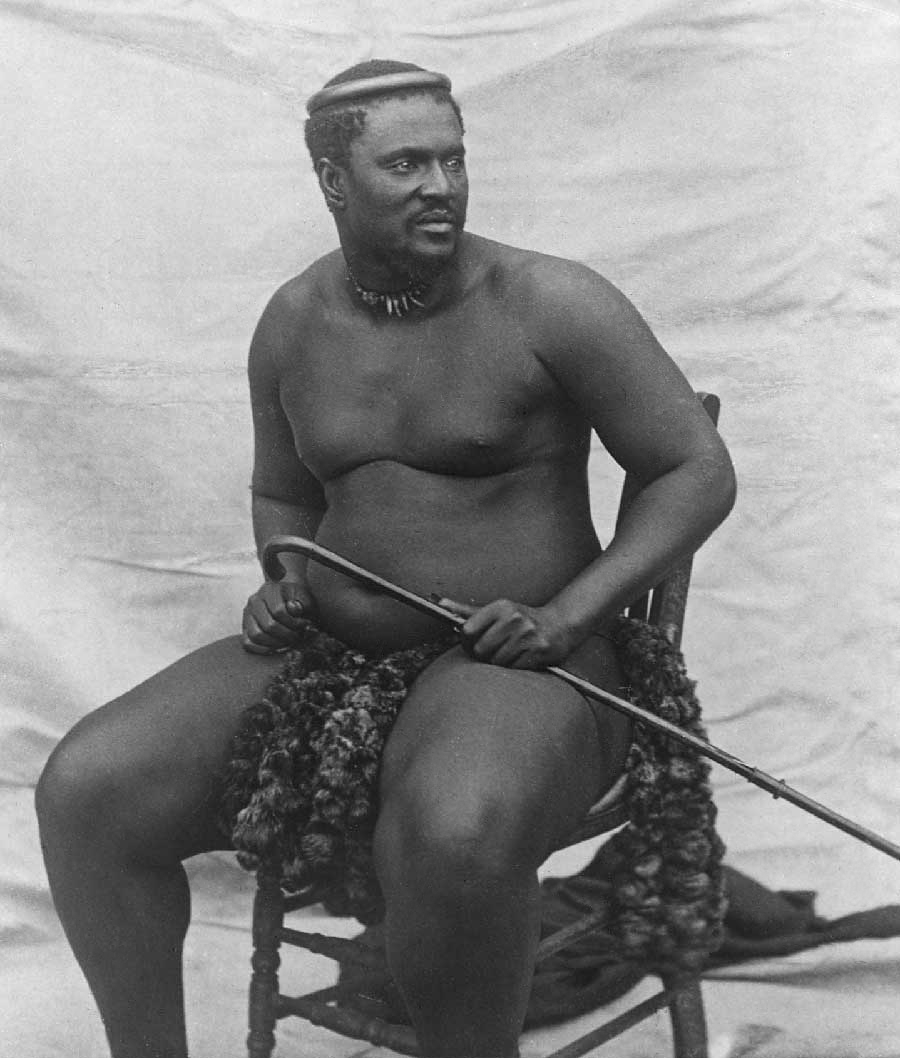
ズールー王国の国王セテワヨ・カムパンデ（画像）が英軍に拘束される(1897)

| 私には夢がある。いつの日か、ジョージア州の赤い丘の上で、かつての奴隷の子達と、かつての奴隷の所有者達の子達が、兄弟愛というテーブルで席を共にできることを。 |

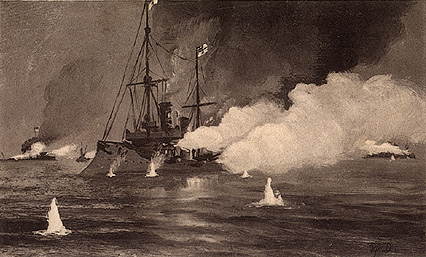
第一次世界大戦、ヘルゴラント・バイト海戦(1914)

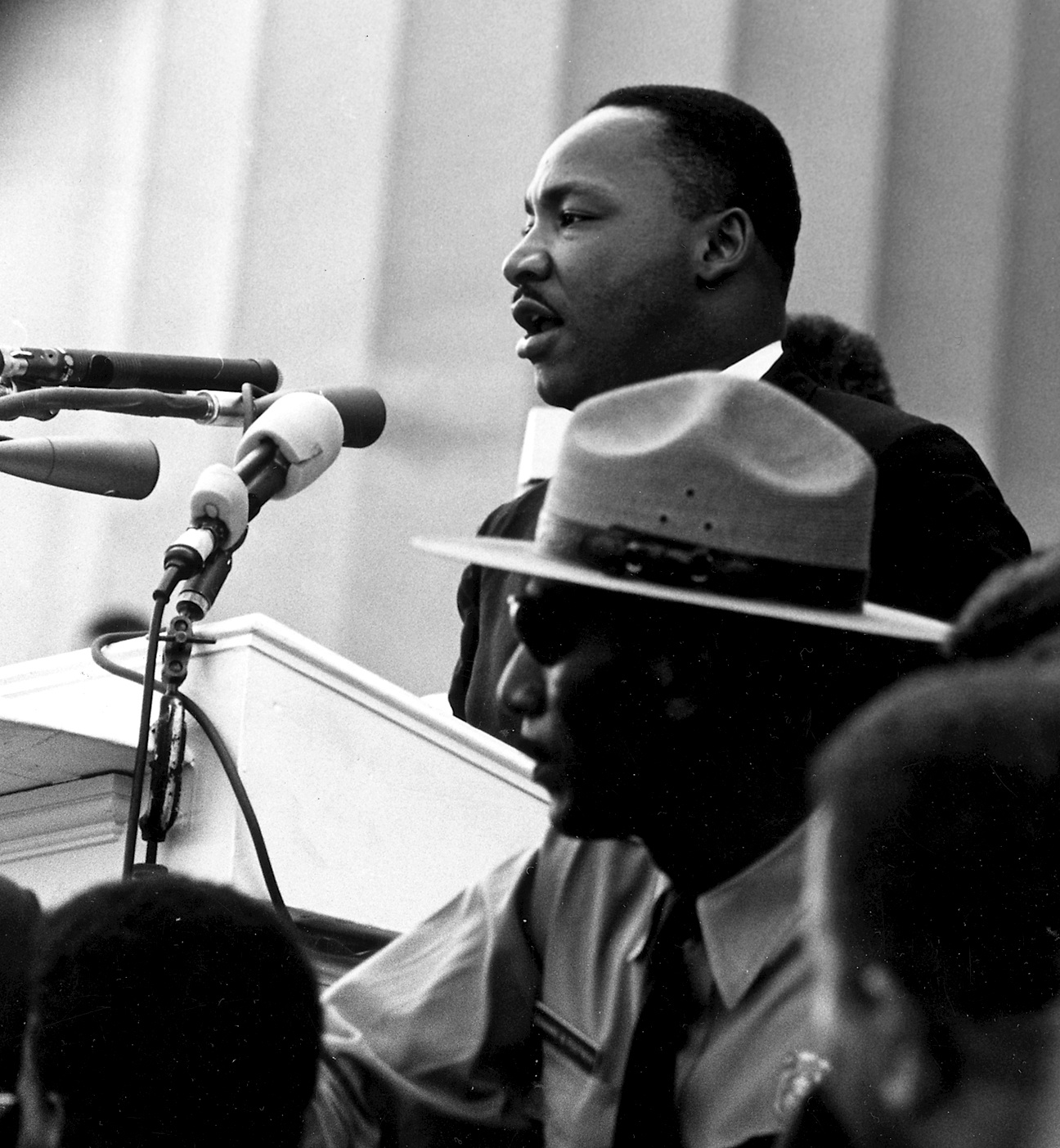
マーティン・ルーサー・キング・ジュニア、"I Have a Dream"の演説を行う(1963)。

- 475年 - 西ローマ帝国の将軍オレステスが皇帝ネポスを追放し、政府の全権を掌握。
- 1640年 - 第2次主教戦争: ニューバーンの戦い。
- 1789年 - ウィリアム・ハーシェルが土星の衛星エンケラドゥスを発見。
- 1833年 - イギリス議会が奴隷廃止法を制定。
- 1845年 - 科学雑誌『サイエンティフィック・アメリカン』が創刊。
- 1850年 - リヒャルト・ワーグナーのオペラ『ローエングリン』がヴァイマル宮廷劇場で初演。
- 1859年 - 大規模な磁気嵐が発生。9月2日にはキューバ・ハワイ・日本などでもオーロラが観測される。
- 1862年 - 南北戦争: 第二次ブルランの戦い。
- 1867年（慶応3年7月29日） - 土佐藩の中岡慎太郎が京都で倒幕浪士軍「陸援隊」を組織。
- 1867年 - アメリカ合衆国がミッドウェー島の領有を宣言。
- 1879年 - ズールー戦争に敗れたズールー王国の国王セテワヨ・カムパンデがイギリス軍に拘束される。
- 1899年 - 高知県に台風が上陸。暴風により四国4県と岡山県、兵庫県を中心に死者・行方不明者1000人以上の被害[1]。うち愛媛県では別子大水害発生により513名以上が死亡。
- 1913年 - オランダ・デン・ハーグの平和宮が開場。
- 1914年 - 第一次世界大戦: ヘルゴラント・バイト海戦。
- 1916年 - 第一次世界大戦: イタリアがドイツに、ドイツがルーマニアに宣戦布告。
- 1917年 - ホワイトハウスでピケを行っていた婦人参政権論者10人が逮捕される。
- 1927年 - 東京横浜電鉄渋谷線（現在の東急東横線）の渋谷～丸子多摩川が開業。
- 1937年 - 豊田自動織機製作所から分離独立してトヨタ自動車工業設立。
- 1939年 - 独ソ不可侵条約締結を受けて、平沼騏一郎首相が「欧州情勢は複雑怪奇」と声明し内閣総辞職。
- 1945年 - 帝国陸軍第1師団長片岡董陸軍中将と第102師団長福栄真平陸軍中将と帝国海軍第33特別根拠地隊司令官原田覚海軍少将がセブ島タボゴン地区（英語版）イリハンでアメリカ陸軍第23歩兵師団長ウィリアム・ハワード・アーノルド（英語版）少将に対する降伏文書に署名する。
- 1945年 - 占領軍の先遣隊が厚木基地に上陸。横浜市に連合国軍最高司令官総司令部（GHQ/SCAP）の本部を設置（9月に東京へ移動）。横須賀港にアメリカ、イギリスの戦艦、巡洋艦17隻が入港[2]。
- 1946年 - 北朝鮮労働党（朝鮮労働党の前身）結成。
- 1952年 - 衆議院解散（抜き打ち解散）。
- 1953年 - 日本最初の民間放送によるテレビジョン放送局である日本テレビ放送網（NTV）が本放送開始[3]。
- 1955年 - 白人女性に対して口笛を吹いたエメット・ティルがミシシッピ州で虐殺される。
- 1958年 - 読売テレビ放送（ytv）、テレビ西日本（TNC）が開局。
- 1959年 - 三井三池争議：三井鉱山が4580人の希望退職要求などの「第二次企業整備案」を提示[4]。
- 1963年 - ワシントン大行進、アメリカワシントンで行われた人種差別撤廃を求める市民集会で、キング牧師が有名な「I Have a Dream」の演説を行う。
- 1971年 - 8月15日のニクソン・ショックを受け、暫定的に円の変動相場制へ移行[5]。
- 1974年 - ピアノ騒音殺人事件が発生。近隣騒音を動機とした初めての殺人事件。
- 1975年 - 興人が会社更生法の適用を受け事実上倒産。負債2千億円で当時戦後最大。
- 1988年 - ラムシュタイン航空ショー墜落事故が発生し、75人が死亡。
- 1990年 - 全身に大やけどを負ったソ連サハリン州の3歳のコンスタンティン・スコロプイシュヌイが超法規的措置により札幌市に緊急搬送。
- 1996年 - イギリス皇太子チャールズ（のちのチャールズ3世）とダイアナ妃が離婚[6]。
- 1997年 - 宅見若頭射殺事件。
- 1998年 - スカイレールサービス広島短距離交通瀬野線が開業。
- 2003年 - 大阪地裁にて附属池田小事件の宅間守の死刑判決が確定。
- 2003年 - ピザ配達人爆死事件が起こる。
- 2004年 - ソフトウェアの自由の日が制定され、初めて開催される。
- 2006年 - 山口女子高専生殺害事件が発生。
- 2008年 - バラク・オバマが、アフリカ系として初めて民主党全国大会でアメリカ合衆国大統領候補に指名される。
- 2020年 - 首相の安倍晋三が自身の体調不良に伴い、辞任を表明。

## 誕生日

怪談作家、シェリダン・レ・ファニュ(1814-1873)

| 何事かを為すためには何者かであらねばならぬ。――エッケルマンとの対話(1823) |

| 俺は多くを知っているが、しかし俺は全てを知りたい。――『ファウスト』 |

| 最初から最後まで、天才に求められるのは真実への愛だ。――『散文の諺』(1819) |

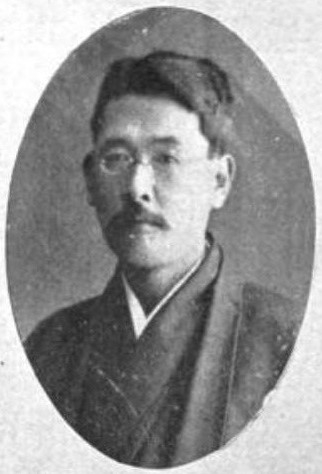
新聞記者・俳人、杉村楚人冠(1872-1945)

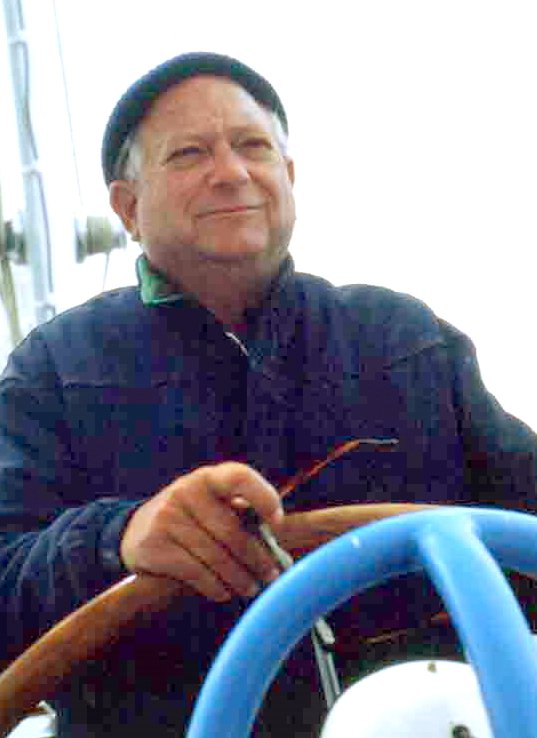
SF作家、ジャック・ヴァンス(1916-)

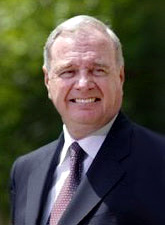
第27代カナダ首相、ポール・マーティン(1938-)

- 626年 -  フサイン・イブン・アリー (イマーム)、シーア派の3番目のイマーム
- 1646年（正保3年7月18日） - 津軽信政、第4代弘前藩主（+ 1710年）
- 1740年 - ユーハン・トービアス・セルゲル、彫刻家（+ 1814年）
- 1741年（寛保元年7月18日） - 京極高品、第6代豊岡藩主（+ 1792年）
- 1749年 - ヨハン・ヴォルフガング・フォン・ゲーテ、小説家（+ 1832年）
- 1799年（寛政11年7月28日） - 太田資始、第5代掛川藩主（+ 1867年）
- 1801年 - アントワーヌ・オーギュスタン・クールノー、哲学者、数学者、経済学者（+ 1877年）
- 1814年 - シェリダン・レ・ファニュ、小説家（+ 1873年）
- 1816年（文化13年8月6日） - 朽木綱張、第12代福知山藩主（+ 1867年）
- 1833年 - エドワード・バーン＝ジョーンズ、美術家（+ 1898年）
- 1842年（天保13年7月23日） - 浅野長勲、第12代広島藩主、侯爵（+ 1937年）
- 1853年 - ウラジーミル・シューホフ、技術者、建築家（+ 1939年）
- 1867年 - ウンベルト・ジョルダーノ、作曲家（+ 1948年）
- 1872年（明治5年7月25日） - 杉村楚人冠、ジャーナリスト、随筆家（+ 1945年）
- 1878年 - ジョージ・H・ウィップル、医学者（+ 1976年）
- 1886年 - 勝沼精蔵、医学者（+ 1963年）
- 1886年 - 池田勇八、彫刻家（+ 1963年）
- 1890年 - アイヴァー・ガーニー、作曲家、詩人（+ 1937年）
- 1892年 - 藤森成吉、小説家、劇作家（+ 1977年）
- 1894年 - カール・ベーム、指揮者（+ 1981年）
- 1897年 - 西村英一、政治家（+ 1987年）
- 1897年 - ルイス・ワース、社会学者（+ 1952年）
- 1899年 - シャルル・ボワイエ、俳優（+ 1978年）
- 1899年 - 杉原荒太、政治家（+ 1982年）
- 1903年 - ブルーノ・ベッテルハイム、精神医学者（+ 1990年）
- 1906年 - 土屋香鹿、第3代福岡県知事（+ 2006年）
- 1910年 - チャリング・クープマンス、経済学者（+ 1985年）
- 1913年 - 田崎潤、俳優（+ 1985年）
- 1913年 - リチャード・タッカー、テノール歌手（+ 1975年）
- 1914年 - 広田修三、プロ野球選手（+ 没年不明）
- 1915年 - ターシャ・テューダー、絵本画家、挿絵画家、園芸家、人形作家（+ 2008年）
- 1916年 - ライト・ミルズ、社会学者（+ 1962年）
- 1916年 - ジャック・ヴァンス、SF作家（+ 2013年）
- 1917年 - 原正市、篤農家（+ 2002年）
- 1917年 - ジャック・カービー、漫画家（+ 1994年）
- 1919年 - 原田督三、元プロ野球選手（+ 1976年）
- 1919年 - ゴッドフリー・ハウンズフィールド、電子技術者（+ 2004年）
- 1920年 - 末元善三郎、天文学者（+ 1991年）
- 1921年 - フェルナンド・フェルナン・ゴメス、俳優、映画監督（+ 2007年）
- 1921年 - リディア・ゲイレル・テハダ、ボリビア初の女性元首（+ 2011年）
- 1923年 - 蔦文也、元プロ野球選手、高校野球指導者（+ 2001年）
- 1924年 - ペギー・ライアン（英語版）、女優（+ 2004年）
- 1924年 - ジャネット・フレイム（英語版）、作家（+ 2004年）
- 1925年 - ドナルド・オコーナー、俳優（+ 2003年）
- 1926年 - 親泊康晴、政治家（+ 2005年）
- 1929年 - イシュトヴァン・ケルテス、指揮者（+ 1973年）
- 1930年 - ベン・ギャザラ、俳優（+ 2012年）
- 1930年 - 林京子、小説家（+ 2017年）
- 1930年 - ウィンザー・デーヴィス（英語版）、俳優（+ 2019年）
- 1931年 - 岡野俊一郎、日本サッカー協会名誉会長（+ 2017年）
- 1931年 - オーラ・マイズ、軍人（+ 2014年）
- 1931年 - ジョン・シャーリー＝カーク、俳優（+ 2014年）
- 1932年 - アンディ・バスゲイト、アイスホッケー選手（+ 2016年）
- 1932年 - ヤキール・アハラノフ、物理学者
- 1933年 - フィリップ・フレンチ（英語版）、映画評論家
- 1934年 - 藤井秀樹、写真家（+ 2010年）
- 1934年 - 田村満、元プロ野球選手
- 1935年 - 及川ヒロオ、声優（+ 1995年）
- 1935年 - 式守伊之助 (29代)、大相撲立行司（+ 2004年）
- 1936年 - 田沢芳夫、元プロ野球選手（+ 2008年[7]）
- 1936年 - 市川義美、実業家、馬主
- 1936年 - 黒田勉、元プロ野球選手（+ 2017年）
- 1936年 - トニー・ゴンザレス、元プロ野球選手（+ 2021年）
- 1936年 - ドン・デンキンガー、メジャーリーグ審判員（+ 2023年）
- 1936年 - ウォーレン・M・ワシントン（英語版）、大気科学者
- 1938年 - ポール・マーティン、政治家、第27代カナダ首相
- 1938年 - マウリツィオ・コスタンツォ（英語版）、ジャーナリスト
- 1939年 - イーデス・ハンソン、タレント、エッセイスト
- 1939年 - 開隆山勘之亟、元大相撲力士（+ 1986年）
- 1939年 - 鈴木美智子、ラジオパーソナリティ、タレント（+ 2025年）
- 1940年 - ウィリアム・コーエン、第20代アメリカ合衆国国防長官
- 1940年 - ロジェ・パンジョン、自転車競技選手（+ 2017年）
- 1940年 - フィリップ・レオタール、俳優（+ 2001年）
- 1940年 - ケン・ジェンキンス、俳優
- 1941年 - ジョン・マーシャル 、ドラマー（+ 2023年）
- 1941年 - ポール・プリシュカ（英語版）、オペラ歌手
- 1941年 - 森川卓郎、元プロ野球選手
- 1943年 - ルー・ピネラ、元プロ野球選手、監督
- 1943年 - スラユット・チュラーノン、タイ首相
- 1943年 - デヴィッド・ソウル、俳優（+ 2024年）
- 1944年 - マリアン・ヘームスケルク（英語版）、水泳選手
- 1945年 - ロバート・グリーンウォルド、映画監督
- 1945年 - ボブ・セガリーニ（英語版）、シンガーソングライター
- 1946年 - アンドレ・ブラッサルド（英語版）、映画人
- 1946年 - マイク・トーレス（英語版）、プロ野球選手
- 1948年 - 長谷川一幸、空手家
- 1948年 - ダニー・セラフィン（英語版）、ドラマー
- 1949年 - イモージェン・クーパー、ピアニスト
- 1949年 - 伊吹剛、俳優
- 1951年 - 鈴木慶一、音楽家、音楽プロデューサー
- 1951年 - 岡崎優、漫画家
- 1952年 - 菅野光夫、元プロ野球選手（+ 2007年）
- 1952年 - 佐藤宣彦、シンガーソングライター、作曲家、音楽プロデューサー
- 1954年 - 宮川花子、漫才師
- 1955年 - 小林通孝、声優
- 1955年 - 臼井二美男、義肢装具士
- 1956年 - ビバリー・ゴダード、陸上競技選手
- 1957年 - 熊野輝光、元プロ野球選手
- 1957年 - イヴォ・ヨシポヴィッチ、政治家、元クロアチア大統領
- 1957年 - ダニエル・スターン、俳優
- 1958年 - 大塚英志、評論家、漫画原作者
- 1958年 - スコット・ハミルトン、フィギュアスケート選手
- 1959年 - 片山一良、アニメーション監督
- 1959年 - 美樹本晴彦、キャラクターデザイナー
- 1960年 - 工藤俊作、俳優
- 1960年 - 青木秀一、ミュージシャン
- 1960年 - フリオ・セサル・ロメロ、元サッカー選手
- 1960年 - エディ・ハンドコ、チェス選手（+ 2009年）
- 1961年 - 城戸真亜子、画家、タレント
- 1963年 - 香西かおり、演歌歌手
- 1963年 - 仙波さとみ、ミュージシャン（SHOW-YA）
- 1963年 - 森重樹一、ミュージシャン（ZIGGY）
- 1965年 - 田尻智、ゲームクリエイター
- 1965年 - アマンダ・タッピング、女優
- 1965年 - シャナイア・トゥエイン、歌手
- 1966年 - 高橋洋子、歌手
- 1966年 - 中根仁、元プロ野球選手
- 1966年 - レネ・イギータ、元サッカー選手
- 1967年 - 遠藤正明、歌手
- 1967年 - 仲道祐子、ピアニスト
- 1968年 - ビリー・ボイド、俳優
- 1969年 - ジャック・ブラック、俳優
- 1970年 - 西山一字、元プロ野球選手
- 1971年 - 藤栄道彦、漫画家
- 1971年 - トッド・エルドリッジ、フィギュアスケート選手
- 1971年 - 仁藤優子、女優
- 1971年 - 宮地克彦、元プロ野球選手
- 1972年 - 宮本勝昌、プロゴルファー
- 1972年 - 内田大孝、元プロ野球選手
- 1973年 - 武内崇、イラストレーター
- 1973年 - アナログタロウ、ピン芸人
- 1974年 - 水橋かおり、声優
- 1975年 - 後藤邑子、声優
- 1975年 - 森田猛虎、俳優
- 1978年 - 山田いずみ、元スキージャンプ選手
- 1979年 - 前田有紀、歌手
- 1980年 - 普天王水、元大相撲力士、年寄13代稲川
- 1980年 - Micro、歌手（Def Tech）
- 1981年 - ユニエスキ・マヤ、プロ野球選手
- 1981年 - 桃華絵里、ファッションモデル、実業家
- 1982年 - カルロス・クエンティン、元プロ野球選手
- 1982年 - ティアゴ・モッタ、元サッカー選手
- 1982年 - 石垣佑磨、俳優
- 1982年 - 山口将司、元俳優
- 1982年 - 任重非、フィギュアスケート選手
- 1983年 - ユリエッタ・ブクバラ、柔道選手
- 1983年 - ウィンユー・パラドーンジム、プロボクサー
- 1984年 - 中村光宏、アナウンサー
- 1984年 - 工藤浩平、サッカー選手
- 1984年 - 酒井泰滋、元バスケットボール選手
- 1984年 - アーラ・ベクナザロワ、フィギュアスケート選手
- 1984年 - 斎藤楓子、声優
- 1984年 - 飯沼博貴、お笑いタレント（パニーニ）
- 1984年 - ウィル・ハリス、プロ野球選手
- 1985年 - デュアンテ・ヒース、プロ野球選手
- 1985年 - 伊野波雅彦、サッカー選手
- 1986年 - 井上安世、お笑いタレント
- 1986年 - ジャスティン・ピーターセン、フィギュアスケート選手
- 1986年 - アナスタシア・プラトノワ、フィギュアスケート選手
- 1987年 - 萬谷康平、元プロ野球選手
- 1987年 - 西大伍、サッカー選手
- 1987年 - 蒼あんな、タレント（蒼あんな・れいな）
- 1987年 - 蒼れいな、タレント （蒼れいな・れいな）
- 1987年 - 八木将康、俳優
- 1988年 - 梶谷隆幸、元プロ野球選手
- 1988年 - 大谷龍次、元プロ野球選手
- 1988年 - 服部健太、プロレスラー
- 1989年 - バルテリ・ボッタス、レーシングドライバー
- 1990年 - ボージャン・クルキッチ、サッカー選手
- 1991年 - 川村茉由、タレント、モデル、ラジオパーソナリティ
- 1991年 - 吉田英成、俳優
- 1992年 - 渡辺けあき、プロボウラー、元女優、元モデル
- 1993年 - 雨宮天、声優、歌手
- 1993年 - 山崎あおい、シンガーソングライター
- 1993年 - 高橋尚弥、陸上選手
- 1994年 - 中野なかるてぃん、お笑い芸人（ナイチンゲールダンス）
- 1994年 - 津田拓也、声優
- 1995年 - 佐々木優佳里、アイドル（元AKB48)
- 1995年 - 米倉桃華、アイドル（元テクプリ）
- 1996年 - 池松愛理、グラビアアイドル（元Rev. from DVL）
- 1996年 - 太田黒卓、陸上競技選手
- 1998年 - 上田綺世、サッカー選手
- 1998年 - 福原遥、女優、タレント
- 1998年 - 佐々木琴子、タレント、声優（蓮ノ空女学院スクールアイドルクラブ、元乃木坂46）
- 1999年 - 飯田ヒカル、声優
- 2001年 - 樋口なづな、アイドル（SUPER☆GiRLS）
- 2001年 - 田向星華、モデル、タレント
- 2002年 - トラビス・バザナ、プロ野球選手
- 2003年 - 千葉祐夕、タレント
- 2003年 - 片桐ゆま、アイドル（INSRiA）
- 2004年 - 藤平華乃、アイドル（@onefive、元さくら学院）
- 2006年 - 吉岡暖、プロ野球選手
- 2009年 - 工藤璃星、スノーボード選手
- 生年不明 - 逢川恵夢、プロ雀士
- 生年不明 - 木村千咲、声優、歌手
- 生年不明 - 三日尻望、声優
- 生年不明 - 比留間俊哉、声優

## 忌日

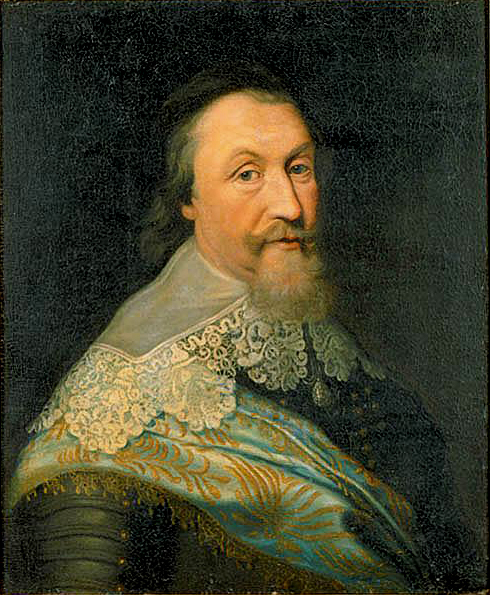
スウェーデンの宰相アクセル・オクセンシェルナ(1585-1654)

| 美徳と悪徳は同じではない。同じ苦しみを受けるのだとしても。――『神の国』 |

| 罪人を愛し、罪を憎みなさい。 |

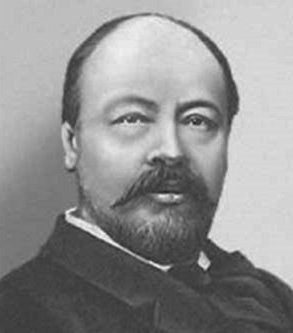
作曲家アナトーリ・リャードフ(1855-1914)

- 430年 - アウグスティヌス[8]、神学者、哲学者（* 354年）
- 476年 - フラウィウス・オレステス、西ローマ帝国の軍人
- 770年（神護景雲4年8月4日） - 孝謙天皇（称徳天皇）、第46・48代天皇（* 718年）
- 779年（宝亀10年7月9日） - 藤原百川、奈良時代の公卿（* 732年）
- 876年 - ルートヴィヒ2世、東フランク王（* 804年）
- 1149年 - ムイーヌッディーン・ウヌル、ブーリー朝のアタベク（生年不詳）
- 1231年 - レオノール・デ・ポルトゥガル、デンマーク王妃（* 1211年？）
- 1192年（建久3年7月19日） - 藤原師長、平安時代の公卿（* 1138年）
- 1197年（建久8年7月14日） - 大姫、源頼朝と北条政子の長女（* 1178年）
- 1481年 - アフォンソ5世[9][10]、ポルトガル王（* 1432年）
- 1604年（慶長9年8月4日） - 堀尾忠氏、松江藩主（* 1578年）
- 1618年 - アルブレヒト・フリードリヒ、プロイセン公（* 1553年）
- 1638年（寛永15年7月19日） - 松倉勝家、島原藩主（* 1597年）
- 1645年 - フーゴー・グローティウス、法学者（* 1583年）
- 1654年 - アクセル・オクセンシェルナ、スウェーデン宰相（* 1585年）
- 1680年 - カール1世ルートヴィヒ、プファルツ選帝侯（* 1617年）
- 1767年 - ヨハン・ショーベルト、作曲家
- 1771年（明和8年7月18日） - 松平頼恭、第5代高松藩主（* 1711年）
- 1793年 - アダム・フィリップ・ド・キュスティーヌ、フランス将軍（* 1740年）
- 1824年（文政7年8月5日） - 荒木如元、洋風画家（* 1765年）
- 1827年 - リスト・アーダーム、フランツ・リストの父（* 1776年）
- 1839年 - ウィリアム・スミス、地質学者（* 1769年）
- 1900年 - ヘンリー・シジウィック、思想家（* 1838年）
- 1914年 - アナトーリ・リャードフ、作曲家（* 1855年）
- 1914年 - レオン・ド・ロニー、民俗学者、言語学者（* 1837年）
- 1915年 - ジョン・デイヴィス・ロング、アメリカ合衆国海軍長官（* 1838年）
- 1919年 - アドルフ・シュマル、自転車競技選手、フェンシング選手（* 1872年）
- 1942年 - ビル・ラリデン、プロ野球選手（* 1888年）
- 1943年 - ボリス3世、ブルガリア王（* 1894年）
- 1959年 - ボフスラフ・マルティヌー、作曲家（* 1890年）
- 1960年 - 犬養健、政治家（* 1896年）
- 1966年 - 中澤良夫、野球選手（* 1883年）
- 1978年 - ロバート・ショウ、俳優（* 1927年）
- 1980年 - 上林暁、小説家（* 1902年）
- 1985年 - ルース・ゴードン、女優（* 1896年）
- 1987年 - ジョン・ヒューストン、映画監督（* 1906年）
- 1988年 - 木内宜彦、法学者（* 1942年）
- 1989年 - 大浦留市、陸上競技選手、指導者、教師（* 1896年）
- 1993年 - エドワード・P・トムスン、歴史家、社会主義思想家（* 1924年）
- 1995年 - ミヒャエル・エンデ、作家（* 1929年）
- 1997年 - 宅見勝、山口組若頭（* 1936年）
- 1998年 - ニコライ・ザテエフ、ソビエト連邦海軍軍人（* 1926年）
- 2001年 - 山尾三省、詩人（* 1938年）
- 2004年 - 新宮正春、小説家（* 1935年）
- 2006年 - メルヴィン・シュワーツ、物理学者（* 1932年）
- 2007年 - アントニオ・プエルタ、サッカー選手（* 1984年）
- 2007年 - ナンシー梅木、ジャズ歌手、女優（* 1929年）
- 2008年 - フィル・ヒル、レーシングドライバー（* 1927年）
- 2010年 - 早川雄三、俳優（* 1925年）
- 2013年 - 山田修爾、演出家、プロデューサー（* 1945年）
- 2013年 - 五十嵐辰馬、プロ野球選手（* 1930年）
- 2014年 - 杉山とく子、女優（* 1926年）
- 2017年 - 羽田孜[11]、政治家、第80代内閣総理大臣（* 1935年）
- 2017年 - ミレーユ・ダルク、女優（* 1938年）
- 2018年 - 渡辺一衛、評論家、物理学者（* 1925年）
- 2018年 - 神本武征、工学者（* 1939年）
- 2018年 - タチアナ・クズネツォワ、宇宙飛行士（* 1941年）
- 2019年 - 聶元梓、政治家、学者（* 1921年）
- 2019年 - ミシェル・オーモン、俳優（* 1936年）
- 2020年 - 岸部四郎、俳優（* 1949年）
- 2020年 - チャドウィック・ボーズマン、俳優、劇作家、脚本家（* 1976年）
- 2020年 - 階戸瑠李[12]、女優、モデル（* 1988年）
- 2021年 - テレサ・ツィリス＝ガラ、ソプラノ歌手（* 1930年）
- 2021年 - 美濃口武雄、経済史学者（* 1937年）
- 2021年 - ジャック・ドゥルーアン、アニメーター（* 1943年）
- 2022年 - 森川時久、映画監督、テレビドラマ演出家（* 1929年）
- 2022年 - 常脇恒一郎、遺伝学者（* 1930年）
- 2022年 - 外山高士、俳優、声優（* 1930年）
- 2023年 - ハワース男爵アラン・ハワース、政治家、一代貴族（* 1948年）
- 2024年 - 宇能鴻一郎、小説家（* 1934年）

## 記念日・年中行事

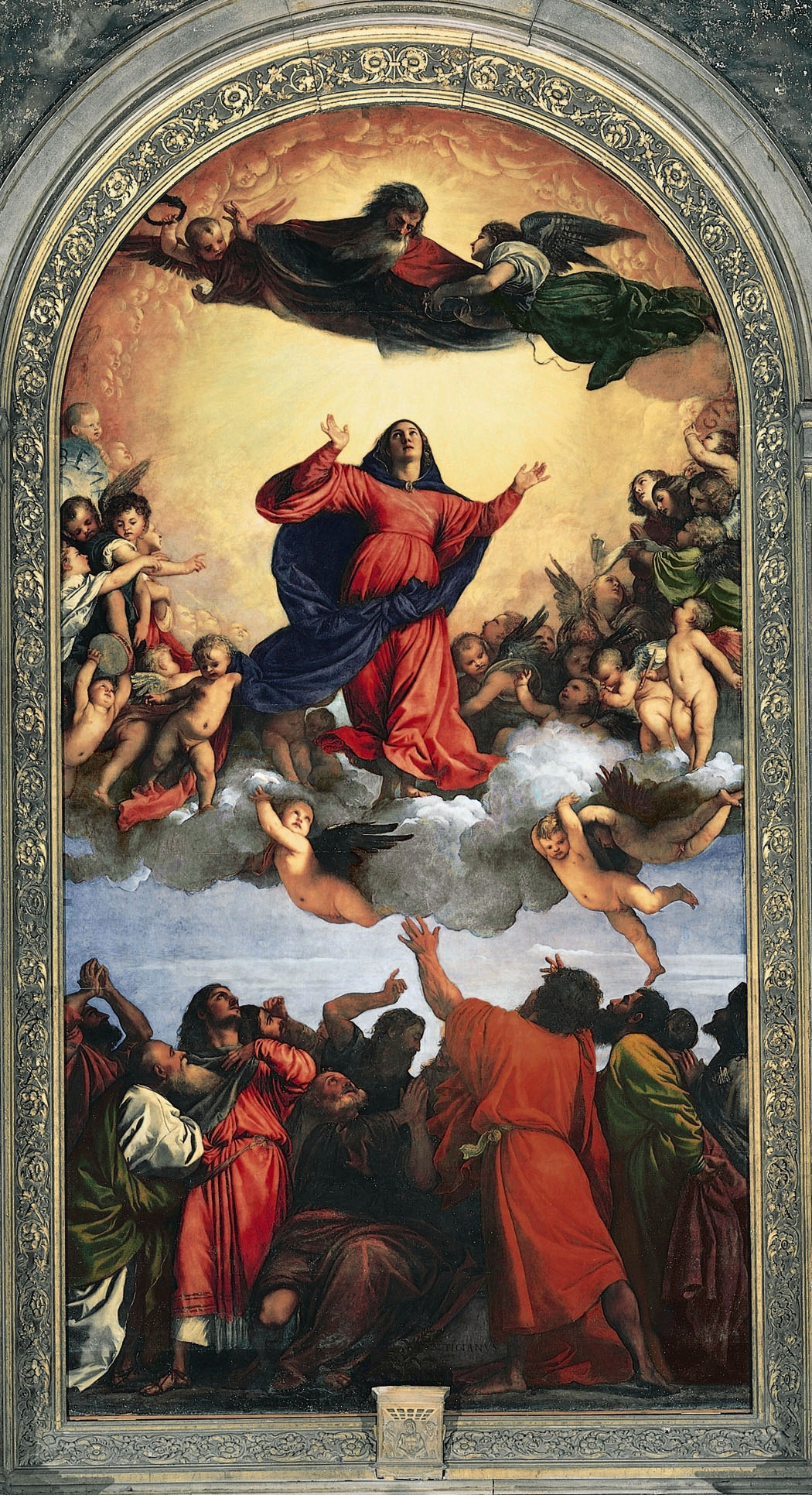
聖母の被昇天。画像はティツィアーノ・ヴェチェッリオ画

- 聖母の被昇天（正教会）
北マケドニア、セルビア、ジョージアでは祝日となっている。カトリック教会では8月15日。
- 民放テレビスタートの日（ 日本）
1953年8月28日午前11時20分に、日本初の民放テレビ局・日本テレビが本放送を開始したことに由来[13]。
- テレビCMの日（ 日本）
上記の日本テレビの本放送開始の日、日本初のテレビコマーシャルメッセージも放送されたことを記念して、日本民間放送連盟が2005年に制定。初のテレビCMは服部時計店（精工舎）のもので、「精工舎の時計が正午をお知らせします」という内容だったが、不慣れのためフィルムを裏返しに入れてしまい、音も不明瞭なものとなってしまった。
- キャラディネートの日（ 日本）
株式会社グレイスが制定。ファッションの中にキャラクターを取り入れた「キャラディネート」をアピールするのが目的。日付は、この日を8（ファッション）2（TO）8（ファッション）と読み、ファッションとファッションをつなぐ架け橋という意味から[14]。
- バイオリンの日（ 日本）
1880年8月28日に東京・深川の三味線職人・松永定次郎によって初の日本製ヴァイオリンが製作されたことから[15][16]。